# Saison 2008 de l'équipe cycliste Quick Step
La saison 2008 est la sixième année d'activité de l'équipe cycliste Quick Step. Celle-ci a obtenu ses principaux succès au mois d'avril, remportant le Tour des Flandres avec Stijn Devolder, arrivé en provenance de Discovery Channel à l'intersaison, puis Paris-Roubaix une semaine plus tard avec Tom Boonen, déjà vainqueur de la course en 2005. Boonen a cependant manqué son autre grand objectif de la saison : contrôlé positif à la cocaïne, il n'a pu prendre part au Tour de France. Il demeure la principale source de succès de l'équipe, lui apportant 15 de ses 44 victoires. Autre leader de Quick Step depuis 2003, l'Italien Paolo Bettini a effectué sa dernière saison en tant que coureur professionnel. En octobre, l'équipe a également laissé à Alessandro Ballan le maillot arc-en-ciel de champion du monde sur route qu'elle détenait depuis 2005.

## Effectif

### Coureurs
| Cycliste             | Date de naissance | Nationalité | Équipe 2007        |
| -------------------- | ----------------- | ----------- | ------------------ |
| Carlos Barredo       | 05.06.1981        | Espagne     |                    |
| Paolo Bettini        | 01.04.1974        | Italie      |                    |
| Tom Boonen           | 15.10.1980        | Belgique    |                    |
| Matteo Carrara       | 25.03.1979        | Italie      | Unibet.com         |
| Wilfried Cretskens   | 10.07.1976        | Belgique    |                    |
| Allan Davis ¹        | 27.07.1980        | Australie   | Mitsubishi-Jartazi |
| Steven de Jongh      | 25.11.1973        | Pays-Bas    |                    |
| Stijn Devolder       | 29.08.1979        | Belgique    | Discovery Channel  |
| Alexander Efimkin    | 02.12.1981        | Russie      | Barloworld         |
| Addy Engels          | 16.06.1977        | Pays-Bas    |                    |
| Mauro Facci          | 11.05.1982        | Italie      |                    |
| Juan Manuel Gárate   | 24.04.1976        | Espagne     |                    |
| Dmytro Grabovskyy    | 30.09.1985        | Ukraine     |                    |
| Kevin Hulsmans       | 11.04.1978        | Belgique    |                    |
| Thomas Vedel Kvist ² | 18.08.1987        | Danemark    | Beveren 2000       |
| Alessandro Proni     | 28.12.1982        | Italie      |                    |
| Sébastien Rosseler   | 15.07.1981        | Belgique    |                    |
| Leonardo Scarselli   | 29.04.1975        | Italie      |                    |
| Hubert Schwab        | 05.04.1982        | Suisse      |                    |
| Kevin Seeldraeyers   | 12.09.1986        | Belgique    |                    |
| Gert Steegmans       | 30.09.1980        | Belgique    |                    |
| Andrea Tonti         | 12.02.1976        | Italie      |                    |
| Matteo Tosatto       | 14.05.1974        | Italie      |                    |
| Jurgen Van de Walle  | 09.02.1977        | Belgique    |                    |
| Kevin Van Impe       | 19.04.1981        | Belgique    |                    |
| Davide Viganò        | 12.06.1984        | Italie      |                    |
| Giovanni Visconti    | 13.01.1983        | Italie      |                    |
| Wouter Weylandt      | 27.09.1984        | Belgique    |                    |
| Maarten Wynants      | 12.05.1982        | Belgique    |                    |

¹ depuis le 03/09

² depuis le 01/08

## Bilan de la saison

### Victoires
Victoires sur le ProTour
| Date       | Course                    | Pays     | Classe | Vainqueur      |
| ---------- | ------------------------- | -------- | ------ | -------------- |
| 06/04/2008 | Tour des Flandres         | Belgique | PT     | Stijn Devolder |
| 21/08/2008 | 1re étape de l'Eneco Tour | Pays-Bas | PT     | Tom Boonen     |
| 24/08/2008 | 4e étape de l'Eneco Tour  | Belgique | PT     | Tom Boonen     |

Victoires sur les Circuits continentaux
| Date       | Course                                  | Pays             | Classe             | Vainqueur |
| ---------- | --------------------------------------- | ---------------- | ------------------ | --------- |
| 27/01/2008 | 1re étape du Tour du Qatar              | Qatar            | Quick Step         |           |
| 28/01/2008 | 2e étape du Tour du Qatar               | Qatar            | Tom Boonen         |           |
| 29/01/2008 | 3e étape du Tour du Qatar               | Qatar            | Tom Boonen         |           |
| 01/02/2008 | 6e étape du Tour du Qatar               | Qatar            | Tom Boonen         |           |
| 01/02/2008 | Classement général du Tour du Qatar     | Qatar            | Tom Boonen         |           |
| 14/02/2008 | Trofeo Calvia                           | Espagne          | Gert Steegmans     |           |
| 19/02/2008 | 3e étape du Tour d'Andalousie           | Espagne          | Giovanni Visconti  |           |
| 20/02/2008 | 2e étape du Tour de Californie          | États-Unis       | Tom Boonen         |           |
| 23/02/2008 | 4e étape du Tour de l'Algarve           | Portugal         | Stijn Devolder     |           |
| 24/02/2008 | Classement général du Tour de l'Algarve | Portugal         | Stijn Devolder     |           |
| 02/03/2008 | Kuurne-Bruxelles-Kuurne                 | Belgique         | Steven de Jongh    |           |
| 10/03/2008 | 1re étape de Paris-Nice                 | France           | Gert Steegmans     |           |
| 11/03/2008 | 2e étape de Paris-Nice                  | France           | Gert Steegmans     |           |
| 19/03/2008 | Nokere Koerse                           | Belgique         | Wouter Weylandt    |           |
| 13/04/2008 | Paris-Roubaix                           | France           | Tom Boonen         |           |
| 07/05/2008 | 2e étape des Quatre Jours de Dunkerque  | France           | Gert Steegmans     |           |
| 14/05/2008 | Batavus Prorace                         | Pays-Bas         | Gert Steegmans     |           |
| 31/05/2008 | 4e étape du Tour de Belgique            | Belgique         | Stijn Devolder     |           |
| 01/06/2008 | 5e étape du Tour de Belgique            | Belgique         | Tom Boonen         |           |
| 01/06/2008 | Classement général du Tour de Belgique  | Belgique         | Stijn Devolder     |           |
| 20/06/2008 | 3e étape du Ster Elektrotoer            | Pays-Bas         | Tom Boonen         |           |
| 25/06/2008 | Halle-Ingooigem                         | Belgique         | Gert Steegmans     |           |
| 07/07/2008 | 1re étape du Tour d'Autriche            | Autriche         | Paolo Bettini      |           |
| 13/07/2008 | 7e étape du Tour d'Autriche             | Autriche         | Tom Boonen         |           |
| 20/07/2008 | Trofeo Matteotti                        | Italie           | Paolo Bettini      |           |
| 26/07/2008 | 1re étape du Tour de Wallonie           | Belgique         | Tom Boonen         |           |
| 27/07/2008 | 2e étape du Tour de Wallonie            | Belgique         | Paolo Bettini      |           |
| 27/07/2008 | 21e étape du Tour de France             | France           | Gert Steegmans     |           |
| 31/08/2008 | Tour de Rijke                           | Pays-Bas         | Steven de Jongh    |           |
| 01/09/2008 | 3e étape du Tour d'Espagne              | Espagne          | Tom Boonen         |           |
| 03/09/2008 | Mémorial Rik Van Steenbergen            | Belgique         | Gert Steegmans     |           |
| 04/09/2008 | 6e étape du Tour d'Espagne              | Espagne          | Paolo Bettini      |           |
| 11/09/2008 | 12e étape du Tour d'Espagne             | Espagne          | Paolo Bettini      |           |
| 14/09/2008 | Grand Prix de Fourmies                  | France           | Giovanni Visconti  |           |
| 16/09/2008 | 16e étape du Tour d'Espagne             | Espagne          | Tom Boonen         |           |
| 17/09/2008 | 17e étape du Tour d'Espagne             | Espagne          | Wouter Weylandt    |           |
| 30/09/2008 | Circuit des bords flamands de l'Escaut  | Belgique         | Wouter Weylandt    |           |
| 02/10/2008 | 1re étape du Circuit franco-belge       | France/ Belgique | Tom Boonen         |           |
| 05/10/2008 | 4e étape du Circuit franco-belge        | France/ Belgique | Sébastien Rosseler |           |

Championnats nationaux
| Date       | Course                                      | Pays     | Classe | Vainqueur      |
| ---------- | ------------------------------------------- | -------- | ------ | -------------- |
| 14/08/2008 | Championnat de Belgique du contre-la-montre | Belgique | CN     | Stijn Devolder |

### Victoire de Carlos Barredo retirée[2]
| Date       | Course                 | Pays   | Classe | Vainqueur      |
| ---------- | ---------------------- | ------ | ------ | -------------- |
| 14/03/2008 | 5e étape de Paris-Nice | France | HIS    | Carlos Barredo |

### Classements UCI ProTour

#### Individuel
Classement au ProTour 2008 des coureurs de l'équipe Quick Step.
| Rang | Coureur             | Points |
| ---- | ------------------- | ------ |
| 7    | Stijn Devolder      | 80     |
| 12   | Allan Davis         | 59     |
| 27   | Sébastien Rosseler  | 41     |
| 50   | Wouter Weylandt     | 25     |
| 53   | Paolo Bettini       | 23     |
| 65   | Juan Manuel Gárate  | 15     |
| 83   | Tom Boonen          | 8      |
| 123  | Matteo Carrara      | 2      |
| 131  | Jurgen Van de Walle | 2      |
| 147  | Steven de Jongh     | 1      |

#### Équipe
L'équipe Quick Step a terminé à la 8e place (sur 18) du classement par équipes avec 160 points.
Détail des points obtenus
| Dates               | Course                       | Place au classement par équipes | Points obtenus |
| 22-27 janvier       | Tour Down Under              | 11e                             | 10             |
| 6 avril             | Tour des Flandres            | 3e                              | 18             |
| 9 avril             | Gand-Wevelgem                | 9e                              | 12             |
| 7-12 avril          | Tour du Pays basque          | 17e                             | 4              |
| 20 avril            | Amstel Gold Race             | 19e                             | 2              |
| 29 avril-4 mai      | Tour de Romandie             | 11e                             | 10             |
| 19-25 mai           | Tour de Catalogne            | 13e                             | 8              |
| 8-15 juin           | Critérium du Dauphiné libéré | 9e                              | 12             |
| 14-22 juin          | Tour de Suisse               | 19e                             | 2              |
| 2 août              | Classique de Saint-Sébastien | 4e                              | 17             |
| 25 août             | Grand Prix de Plouay         | 12e                             | 9              |
| 20-27 août          | Eneco Tour                   | 2e                              | 19             |
| 29 août-6 septembre | Tour d'Allemagne             | 8e                              | 13             |
| 7 septembre         | Vattenfall Cyclassics        | 12e                             | 9              |
| 14-20 septembre     | Tour de Pologne              | 6e                              | 15             |